# Пахнутиха
Пахнутиха — река в России, протекает в Ветлужском и Шахунском районах Нижегородской области. Устье реки находится в 32 км по левому берегу реки Малая Какша. Длина реки составляет 12 км. 
Исток реки находится южнее села Новоуспенское в 20 км к юго-востоку от города Ветлуга. Течёт на северо-восток, протекает село Новоуспенское, деревни Токарево и Осиновка. Впадает в Малую Какшу у деревни Семёново.

## Данные водного реестра
По данным государственного водного реестра России относится к Верхневолжскому бассейновому округу, водохозяйственный участок реки — Ветлуга от истока до города Ветлуга, речной подбассейн реки — Волга от впадения Оки до Куйбышевского водохранилища (без бассейна Суры). Речной бассейн реки — (Верхняя) Волга до Куйбышевского водохранилища (без бассейна Оки).
По данным геоинформационной системы водохозяйственного районирования территории РФ, подготовленной Федеральным агентством водных ресурсов:
- Код водного объекта в государственном водном реестре — 08010400112110000042377
- Код по гидрологической изученности (ГИ) — 110004237
- Код бассейна — 08.01.04.001
- Номер тома по ГИ — 10
- Выпуск по ГИ — 0